# Debaki Bose
Debaki Kumar Bose (* 25. November 1898 in Akalpoush; † 17. November 1971 in Kolkata) war ein indischer Filmregisseur und Drehbuchautor des bengalischen und des Hindi-Films.

## Leben
Debaki Kumar Bose stammte aus dem bengalischen Distrikt Bardhaman und war der Sohn des namhaften Solicitors Madhusudan Bose. Während seines Studiums am Bidyasagar College in Kolkata lernte er unter Sisir Bhaduri, dem Doyen des bengalischen Theaters im frühen 20. Jahrhundert. Bose verließ die Universität beeinflusst von der Kampagne der Nichtkooperation. 1927/28 war er Herausgeber der Zeitschrift „Shakti“ in Bardhaman. Dhiren Ganguly engagierte ihn 1930 für seine Produktionsgesellschaft British Dominion Films als Schauspieler und Autor für Dinesh Ranjan Das’ Film Kamaner Aagun. Im selben Jahr hatte Debaki Bose mit dem Stummfilm Panchasar sein Regiedebüt. Nach einer kurzen Arbeit für Pramathesh Chandra Baruas Barua Pics war er von 1932 bis 1934 bei Birendra Nath Sircars New Theatres. Er führte Regie bei Chandidas (1932), dem ersten Filmerfolg des Studios und seinem ersten Tonfilm. Der Film gilt als Klassiker des indischen Heiligenfilms und beschäftigt sich mit dem gleichnamigen bengalischen Vaishnava-Dichter aus dem 14. Jahrhundert, verkörpert von dem Theaterschauspieler Durgadas Bannerjee. Die Darsteller blieben theaterverhaftet und steif, jedoch bei den Tonaufnahmen der Hintergrundmusik dieses Films von Rai Chand Boral überwand der Toningenieur Mukul Bose einige technische Probleme des frühen indischen Tonfilms. Im darauffolgenden Jahr war Bose Regisseur einer gleichartigen Großproduktion über die Mystikerin Mirabai, die in einer bengalischen Version und einer Hindi-Version gedreht wurde. Die Titelrolle übernahmen Chandrabati Devi (Bengalisch) und Durga Khote (Hindi). 1934 ging Debaki Bose zur Gesellschaft East India Film, wo er mit Seeta (1934) den ersten Film des Leinwandpaares Prithviraj Kapoor/Durga Khote drehte. Von 1937 bis 1941 war er erneut bei New Theatres angestellt. Mit Bidyapati (1937) überwand Debaki Bose das im indischen Film übliche statische Schauspiel. Insbesondere Kanan Devi prägte den Film mit ihrer intensiven Darstellung. 1945 gründete Bose seine eigene Filmgesellschaft „Debaki Bose Productions“, wo er Stars des marathischen und des Hindi-Films beschäftigte.
Für seinen letzten Spielfilm Sagar Sangamey (1959) erhielt Debaki Bose einen National Film Award für den besten Film. Der Film wurde auch im Wettbewerb der Berlinale 1959 gezeigt. Anlässlich des 100. Geburtstages von Rabindranath Thakur drehte er den Dokumentarfilm Arghya (1961) über das indische Kastensystem, der auf vier Gedichten Thakurs basierte.
Debaki Bose wurde 1957 für seine Regietätigkeit mit dem Sangeet Natak Akademi Award ausgezeichnet und erhielt 1958 einen Padma Shri.

## Filmografie (Regie)
- 1930: Panchasar
- 1931: Shadows of the Dead
- 1931: Aparadhi
- 1932: Nishir Dak
- 1932: Chandidas
- 1933: Meerabai/Rajrani Meera
- 1933: Puran Bhakt
- 1933: Dulari Bibi
- 1934: Seeta
- 1935: Jeevan Natak
- 1935: Inquilab
- 1936: Sonar Sansar/Sunehra Sansar
- 1937: Bidyapati/Vidyapati
- 1939: Sapurey/Sapera
- 1940: Nartaki
- 1940: Abhinav
- 1942: Apna Ghar/Aple Ghar
- 1943: Shri Ramanuja
- 1945: Swarg Se Sundar Desh Hamara
- 1945: Meghdoot
- 1946: Krishna Leela
- 1947: Chandrasekhar
- 1948: Sir Shankarnath
- 1949: Kavi
- 1951: Ratnadeep/Ratnadeepam
- 1953: Pathik
- 1954: Kavi
- 1954: Bhagwan Shri Krishna Chaitanya
- 1955: Bhalobasha
- 1956: Nabajanma
- 1956: Chirakumar Sabha
- 1958: Sonar Kathi
- 1959: Sagar Sangamey
- 1961: Arghya